# بوفينو
بوفينو (بالإيطالية: Bovino)‏ هي بلدية في مقاطعة فودجا في إقليم بوليا الإيطالي.

## السكان
في سنة 1861 بلغ عدد السكان 6٬557 نسمة، وتطور العدد ليصل في سنة 2011 لـ 3٬562 نسمة.
يظهر هذا المخطط البياني تطور النمو السكاني لـ بوفينو

## توأمة
لبوفينو اتفاقيات توأمة مع:
- مونتيمورلو